# Општина Жиберт (Брашов)
Жиберт (рум. Jibert) општина је у Румунији у округу Брашов.
Oпштина се налази на надморској висини од 484 m.